# Floreshavet
Floreshavet (indonesisk: Laut Flores) er havområdet syd for den indonesiske ø Sulawesi, mod Flores og Sumbawa. Mod vest går Floreshavet over i Javahavet og Balihavet; mod øst i Bandahavet. 
Floreshavet har et areal på 111.280 km².[kilde mangler] Den regnes som en del af Stillehavet, og har forbindelse med det Indiske Ocean mellem Flores og Sumbawa.
7°00′S 119°40′Ø / 7°S 119.67°Ø